# ビュイック・リーガル
リーガル(REGAL)はGMがビュイックブランドで製造・販売していた自動車である。
日本ではセンチュリーが商標権の関係（トヨタ自動車が「センチュリー」の商標権を持っているため）で「リーガル」として発売されており、本項におけるリーガルとは別車種である。しかし、元来はセンチュリーの上級車種として登場した。

## 歴史

### 初代 (1973年 - 1977年)

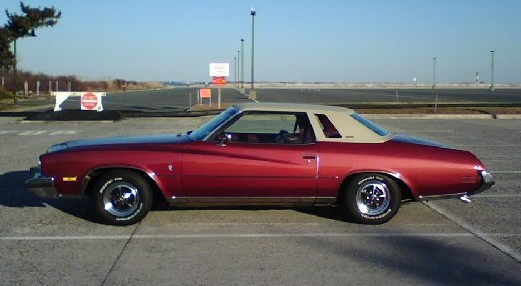
クーペ サイド

ビュイックは1963年のフルサイズのリヴィエラで高級パーソナルカー市場に参入した最初のGMディビジョンであったが、その一方で低価格の中型高級パーソナルカー市場の開拓への対応は鈍かった。これに対してポンティアックが1969年にグランプリを、シボレーは翌1970年にモンテカルロを作った。同年にオールズモビルはフォーマルなノッチバッククーペのカトラスシュープリームを中型車のラインアップに加え、同車は間もなくオールズの中型車のベストセラーとなった。
これらと市場で競合する車種が求められ、ビュイックは1973年にAボディの中型車、センチュリーの最上位車種として「センチュリーリーガル」を発表した。この年は1968年に登場したGMのAボディ中型車が最初のフルモデルチェンジを受けた年でもある。
初期のリーガルはフロントおよびリアスタイルが姉妹車のセンチュリーと概ね共通であったが、異なるグリルとテールライトレンズを与えて区別された。リーガルは姉妹車のグランプリ、モンテカルロ、カトラスシュープリーム、そしてより低価格のセンチュリーラグゼスクーペと、「コロネード」ピラーのハードトップルーフライン（サッシュレスのセンターピラー付きハードトップ）とグリーンハウス（ウインドウエリア）を共有し、新しいファッショナブルなオペラウインドウ（シートメタルに囲まれた小さな嵌め殺しのリアサイドウインドウ）を備えていた。
1973年当初はコロネードハードトップクーペのみが用意されていたが、1974年には4ドアコロネードセダン（6ライトグリーンハウスとサッシュレスドア）がデビューした。1975年、リーガルからセンチュリーの名称が落とされた。1976年にフェイスリフトが行われ、合法化された角形ヘッドライトがクーペでは横方向に、セダンでは縦方向に並べられた。
リーガルのインテリアは概してセンチュリーよりも豪華に仕立てられていた。ダッシュボードやドアパネルの木目調部材やセンターアームレスト付ノッチバックベンチシート（布地、ベロア、ビニール張り）を備え、60対40のアームレスト付分割ベンチシートがオプションで用意されていた。また、1976-77年型リーガルクーペにはコーデュロイ張りのリクライニングバケットシートを含むS/Rオプションが用意された。
エンジンは当初全車で5.7L V8が標準で搭載され、より大きい7.5L V8は1973-74年のみオプションで用意された。クーペは1975年から3.8L V6を標準とした。1975-76年の時点では、センチュリーとリーガルはアメリカでV6エンジンを用意する唯一の中型車であった。
ドラマ『刑事コジャック』でテリー・サバラス演じるコジャック警部補の愛車（覆面パトカー）となった。

### 2代目 (1978年 - 1987年)
ダウンサイズされたリーガルは1978年に登場し9年続いた。エンジンは当初新開発の3.2L V6が搭載され、由緒ある3.8L V6の改良版はオプションだったが1980年には標準とされた。V8は依然として用意されていたものの、排気量は4.3L（1980年と1981年のみ）に縮小された。変速機は当初は3速MTが標準だったが、後にATに変更された。
リーガルは本来スポーツカーのセグメントではなく中型高級パーソナルカー市場を狙っていた車種であるが、この2代目は性能面で予期せぬ評価を得ることになった。とは言え、ソフトなサスペンションに小径ホイールとタイヤ、MTの設定が無い（後年）事によって妨げられていた部分もある。
リーガル1978年モデルは3.8L V6 ターボとATが搭載された点で注目に値した。同年のアメリカ市場におけるターボ車は他にはビュイック・ルセーバー、輸入車のサーブとポルシェ・930のみだった。リーガルターボはまた、堅固なハンドリングのサスペンションと大きいタイヤとスポーツホイールを備えていた。
1981年のフェイスリフトはリーガルによりエアロダイナミクスなフォルムをもたらし、この車にNASCARレーシングサーキットで競争できる能力を与えた。この車のこぼれるようなフードとノーズはNASCARの数チームのお気に入りとなった。リチャード・ペティは1981年のデイトナ500でドライブして優勝し、同車は1981年と1982年の主要なレースに勝利し、1981年と1982年のNASCARマニュファクチャラータイトルを獲得した。
1982年に新しいセンチュリーがFFのAボディで登場したが、以前のFRのセンチュリーセダンとワゴンはリーガルに車名変更されて継続販売された。ワゴンは1983年で打ち切られ、セダンはその翌年にラインアップから落とされた。
1986年から1987年にかけてはオールズモビルの5.0L V8がオプションで用意され、3.8L V6が標準であった。そのいずれにもオーバードライブ付4速ATがオプションで用意された。

### グランドナショナル
1982年2月、折からのNASCARグランドナショナルシリーズでの成功を受け、同シリーズの名称を冠した最上級モデルのグランドナショナルが登場した。
搭載されるエンジンは252 cui(4.1 L)のV6自然吸気で、127 PS/4,000 rpm、28.3 kgf·m/2,000 rpmというスペックを発生した。
翌1983年モデルでグランドナショナルは廃止され、ビュイック共通の上級グレードであるT-タイプが一時的にトップエンドモデルとなるが、
1984年にはエンジンやエクステリアを一新した最上級モデルとして復活。
新型グランドナショナルに搭載されるエンジンは231.3 cui(3.8 L)のV6にターボチャージャーを組み合わせたもので、203 PS/4,400 rpm、41.5 kgf·m/2,400 rpmというスペックを発生した。このエンジンはマルチポイントインジェクションやディストリビューターを廃した点火装置を採用した先進的なもなであり、それまでアメリカ車の主流であった大排気量のV型8気筒に引けを取らないユニットとして注目され、クォーターマイル（1/4マイル）を15.9秒で走破するという、当時のシボレー・コルベット（15.2秒）にも匹敵するパフォーマンスを秘めていた。
1986年モデルではインタークーラーに改良が加えられ、スペックが235 PS/4,000 rpm、45.6 kgf·m/2,400 rpmに向上。
1987年最終型は、さらに248 PS、49.0 kgf·mまでアップし人気を不動のものにした。
オールブラックの外装は当時、ダースベイダーに似てることから、ベイダーカーともよばれました。
アメリカでの人気も高く「３０５インサイダー」では「復活してほしい車ランキング10」に選ばれています。

#### GNX

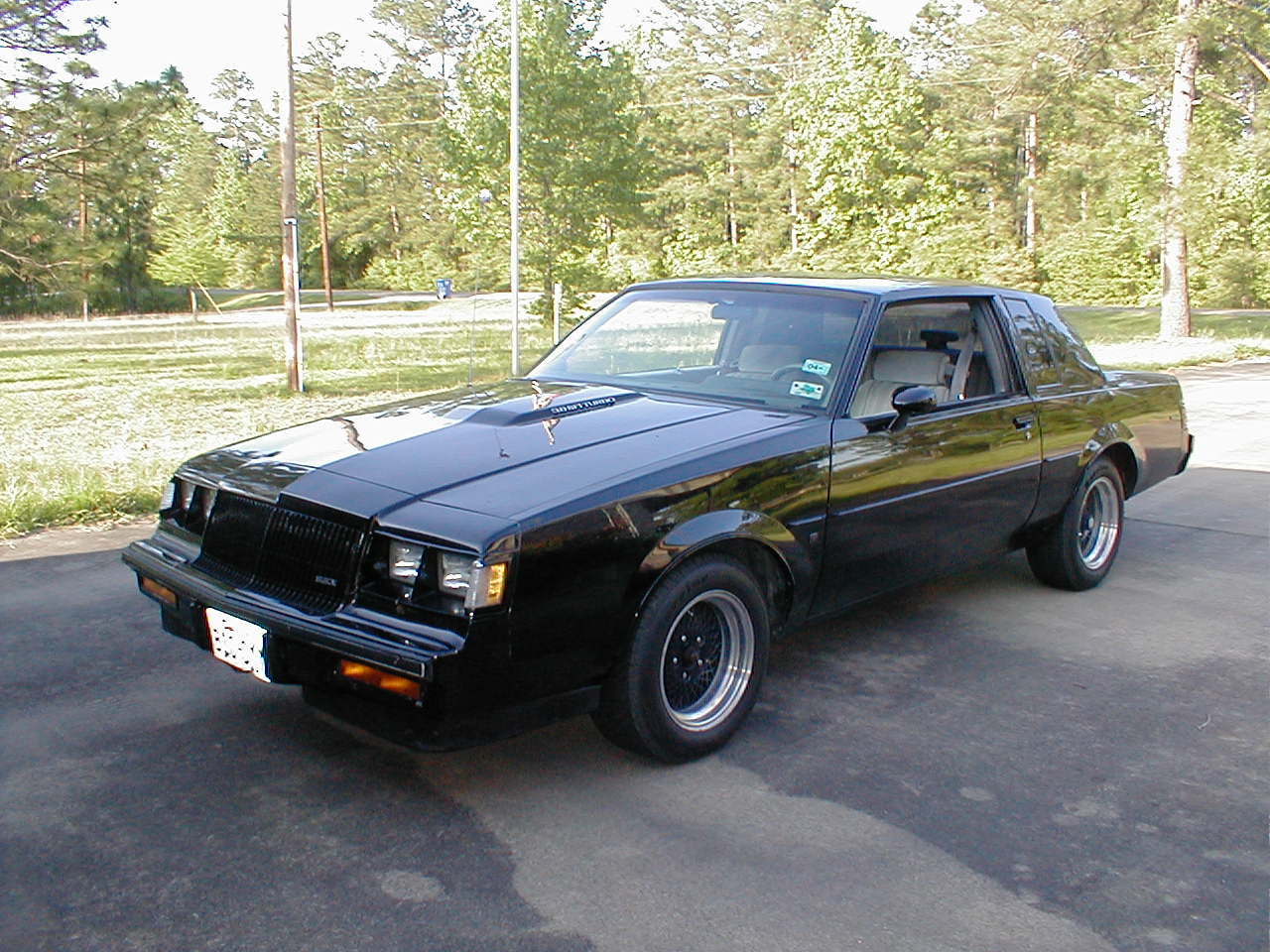
GNX

フルモデルチェンジを翌年に控えた1987年、この世代のリーガルの最後を飾る限定生産モデルとしてGNX（Grand National Experimental）が発表された。
製造にあたっては、ビュイックで製造されたグランドナショナル500台をミシガン州のマクラーレン・エンジニアリングへ送り、そこでGNXにアップグレードするという手法が取られた。エンジンはターボチャージャーやインタークーラー、吸気パイプの改良で効率をアップ。さらにECUに手を加えることでブースト圧も高められ、スペックは280 PS/4,400 rpm、49.8 kgf·m/3,000 rpmに達した。
グランドナショナルの最後を飾るモデルとして多くの特殊装備が奢られ、エンジンのみならずサスペンションやトランスミッションに至るまで各部にモディファイが加えられている。外装はベースモデルではメッキであるパーツまでブラックアウトされているのが特徴。
こうした改良の結果、GNXはクォーターマイルで12.7秒、0-60 mph(97 km/h)加速で4.6秒というタイムを叩き出した。これはフェラーリ・F40やポルシェ・911(930)をも上回る数値で、大きな注目を集めた。

### 3代目 (1988年 - 1996年)
1988年モデルイヤーで登場し、小変更を重ねながら9年続いた。Wプラットフォームが採用されて初めてFF車となった。高級パーソナルカーという元々のコンセプトに回帰して当初はクーペのみが用意されたが、市場縮小によって1990年に再び4ドアセダンを加えた（姉妹車のカトラスシュープリームやグランプリも同様）。
グレードは廉価版の「カスタム」、上級版の「リミテッド」、そして「グランスポーツ」の3つが用意された。エンジンはベースモデルが当初2.8L V6を搭載し、翌年に3.1Lに換装された。グランスポーツには高性能な3.8L V6が搭載されたが、これはリーガルのみに与えられて姉妹車のカトラスシュープリームやグランプリと差別化された。しかし、先代に用意されていたV8とV6ターボは落とされて高性能版はラインアップされなかった。
1992年、ABSが「カスタム」を除いて標準とされた。1993年、グリルが再び変更され、リアのテールライトとバンパーがルセーバー風のものに改められて電子制御ATが与えられた。1994年、ベースモデルの出力が20馬力向上し、全モデルで運転席エアバッグ、ABS、パワーウインドウが標準となった。また、「リミテッド」クーペが廃止された。1995年、インテリアが一新されてデュアルエアバッグが装備された。1996年、3.8L V6の出力が35馬力向上し、カスタムとグランスポーツ(GS)のみが残された。なお、この年がラストイヤーであったが次期モデルが遅れたために1997年まで製造が行われた。

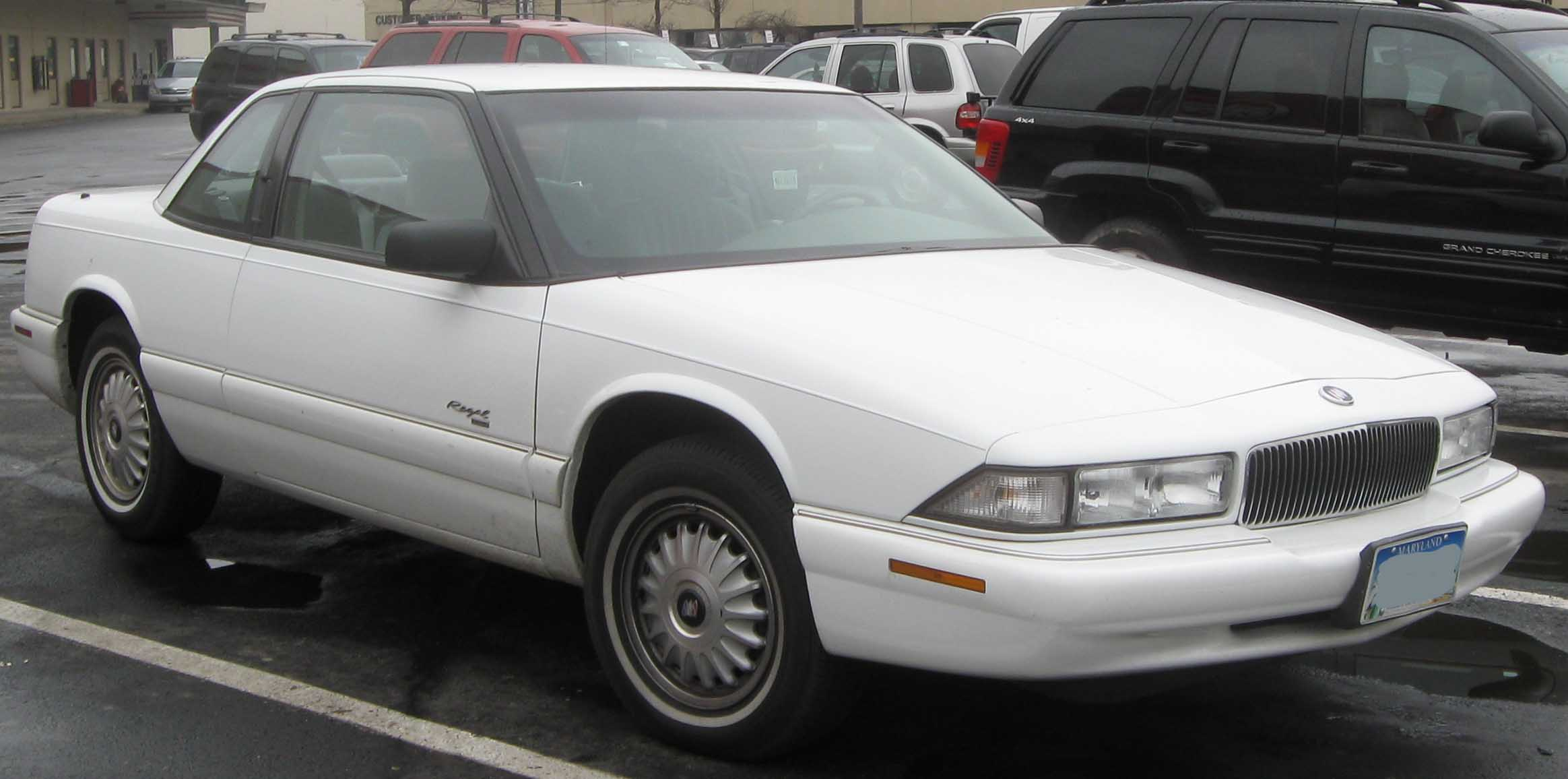
3代目リーガルクーペ

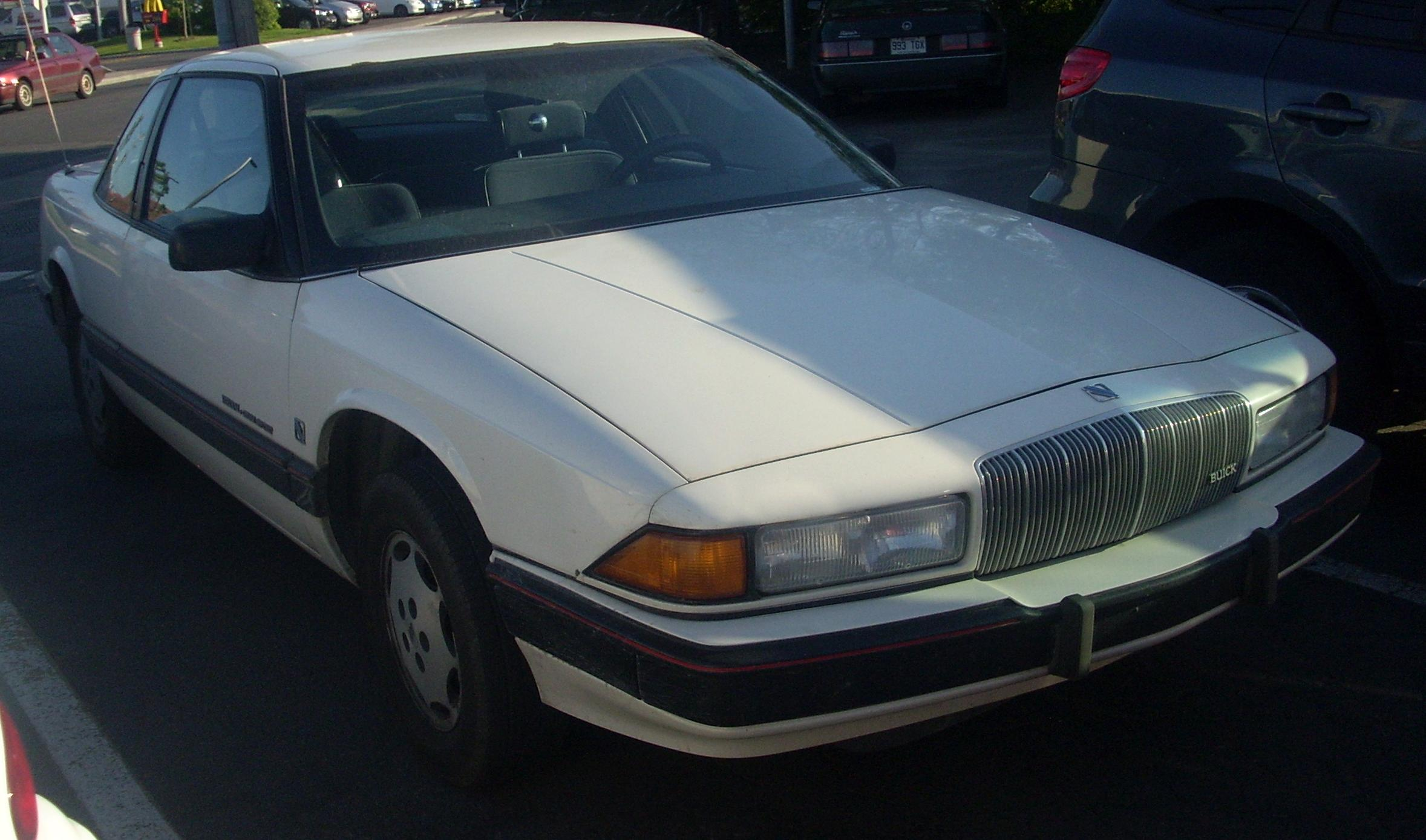
3代目リーガルGS

### 4代目 (1997年 - 2008年)
1997年モデルイヤーで登場したリーガルは再びセンチュリーの上級仕様となった。オールズモビル・イントリーグ、ポンティアック・グランプリ、シボレー・インパラと同様に改良型Wプラットフォームをベースとし、4ドアセダンのみが用意された。経済的なセンチュリーに対して、リーガルはより大きい新型の3.8L V6エンジンを搭載し、装飾が施された内装や多くの快適装備を備えた。また、先代リーガルには6人乗りがあり、センチュリーは標準で6人乗りだったが、4代目リーガルはグランプリやイントリーグ（カトラスシュープリーム後継）のように全グレードとも5人乗りとなった。
4代目ではグランドナショナル以来最速となる「GS」グレードがあった。ターボの代わりにスーパーチャージャーを採用し、240hp(180kW)、280lbft(380Nm)を発揮した。2000年にはインタークーラー付3.8Lスーパーチャージャーエンジンを搭載したコンセプトGNXを送り出した。オリジナルGNXの276hp(206kW)とは異なり、300hp(220kW)を発揮した。
2002年12月26日、上海GMでビュイック4番目の車種として製造が開始された。リーガルは中国ではセンチュリーの後継となり、米国仕様とわずかに異なるフロントのシートメタルを備えていた。エンジンは北米仕様と大きく異なり2.0L 直4と2.5L V6の2種類が搭載された。米国仕様よりも高価であったが、大きく比較的豪華な車種としては相当な量のセールスを生み出した。また、この車種はフィリピンにシボレー・ルミナとして輸出された。
北米向けリーガルは2004年モデル限りで一旦打ち切られ、同じWプラットフォームベースのビュイック・ラクロスが後継となった。中国では2008年まで製造が続けられて次期モデルに移行した。

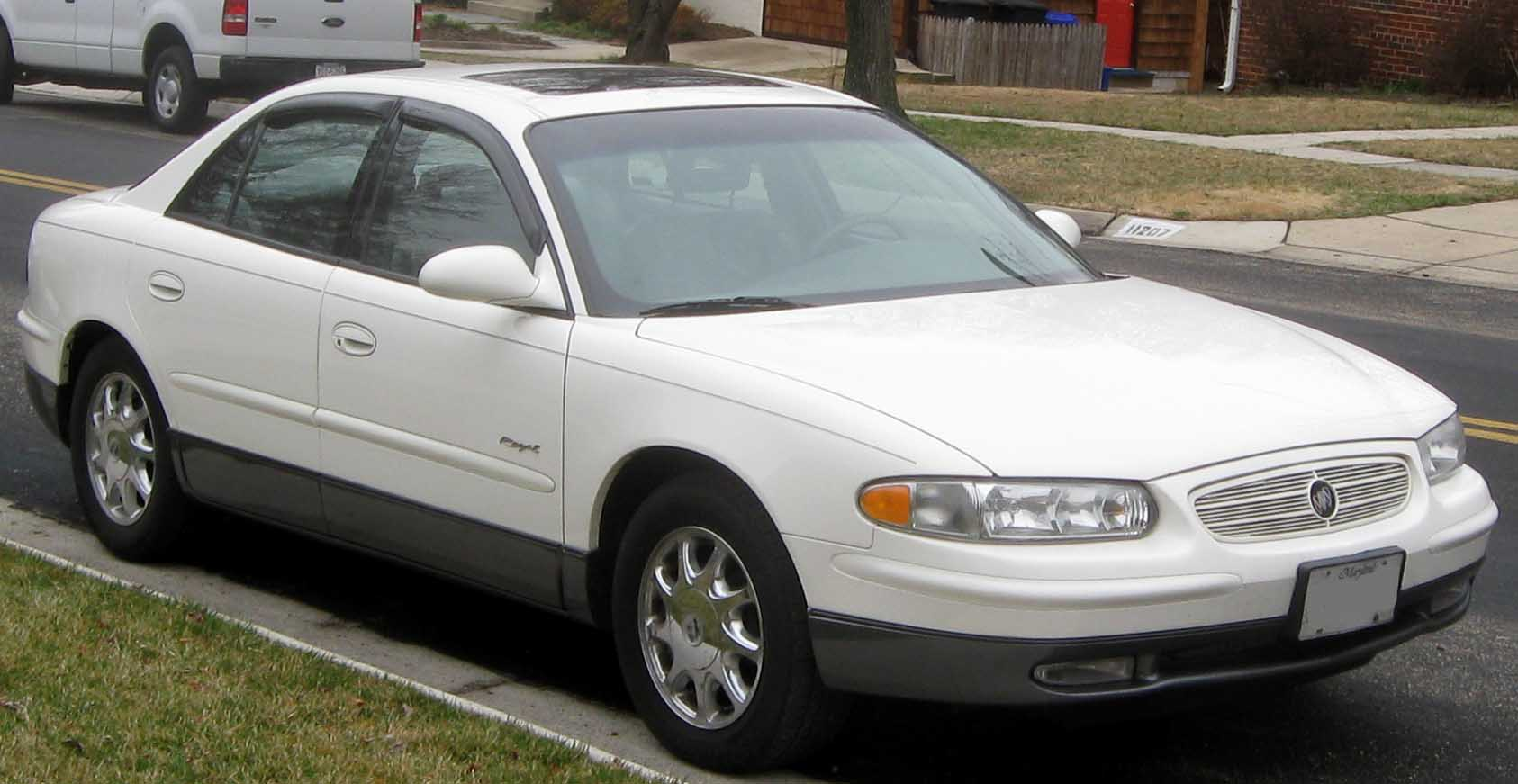
4代目リーガルGSE

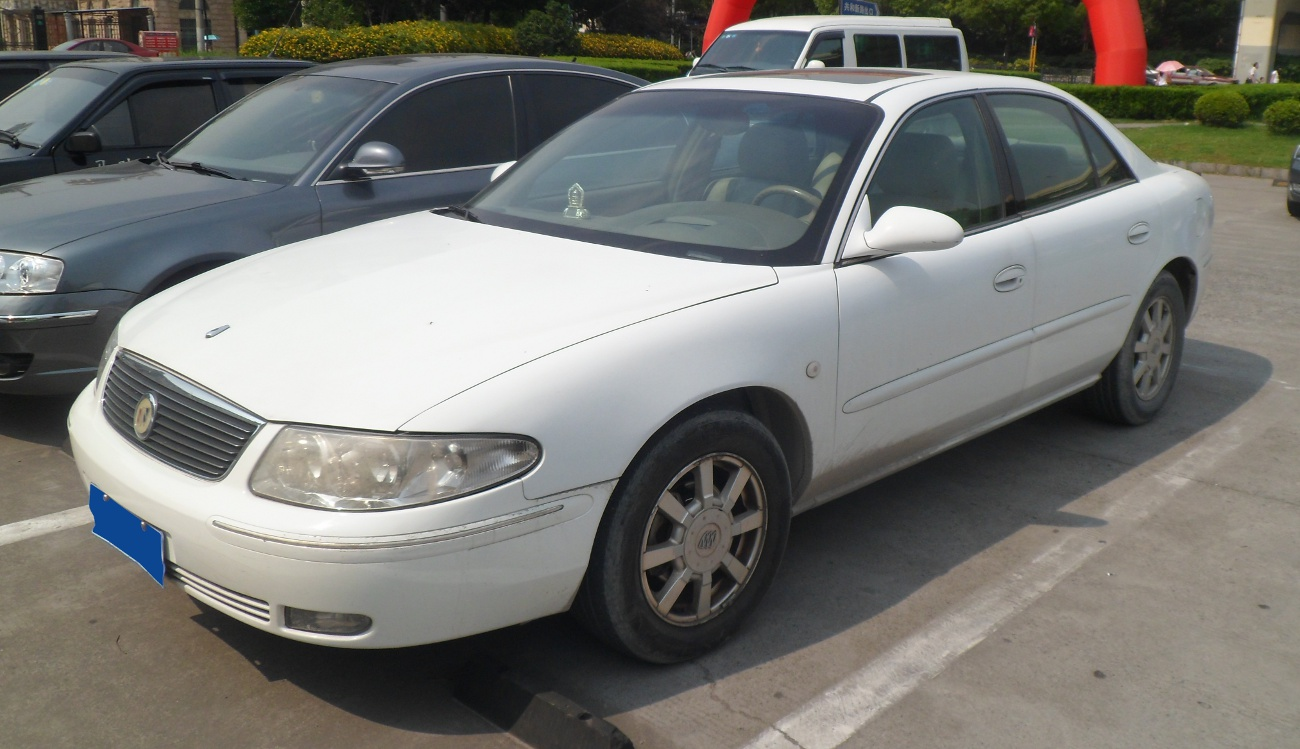
中国仕様 フロント

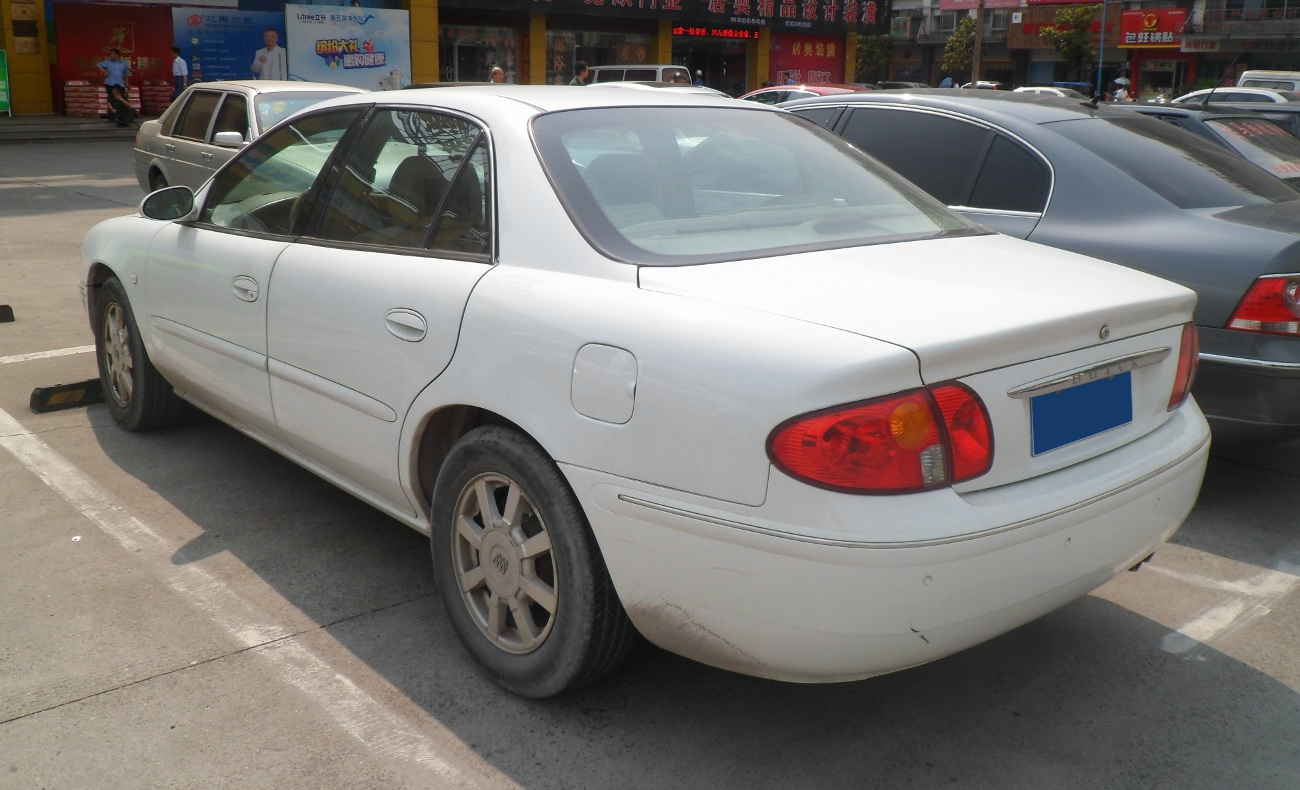
中国仕様 リア

### 5代目 (2008年 - 2017年)
オペル・インシグニアをベースとした新型ビュイック・リーガルは2008年11月に中国で発売された。エンジンはいずれも直列4気筒で当初は2.4Lと2.0Lターボが用意されたが、後に2.0Lと1.6Lターボも加わった。トランスミッションは1.6Lターボが6速MT、それ以外は6速ATとなる。
2009年11月、ロサンゼルスにてGMはリーガルを2010年の第二四半期に北米で発売すると発表した。北米では、新型リーガルはラクロスの下位に位置し、アキュラ・TSXやボルボ・S60などの上級セダンと競合する。発売開始時は、エンジンは2.4L 直4 182hpの1種類のみが用意され、220hpを発揮する2.0Lターボは2010年暮れに加わる。そのいずれにも6速ATが組み合わせられるが、ビュイックのチーフエンジニアであるジム・フレデリコは6速MTもオプションで用意されるだろうと述べた。また、遠くないうちにハイブリッド仕様も追加されると報道されている。リーガル2011年モデルはCXLグレードのみが用意され、他のグレードは2012年に加わると予想される。MSRPはCXLが26,995米ドル～、CXLターボが29,495米ドル～となる。また、ベーシックグレードのCXが2012年に追加されると見られている。
北米向けリーガルは発売当初はオペル・インシグニアとともにドイツ・リュッセルスハイムにて製造されるが、2011年第一四半期からはオンタリオ州オシャワ工場で製造が行われることになっている。
2010年、デトロイトの北米国際オートショーにてGMはオペル・インシグニアOPCのビュイック版であるリーガルGSコンセプトを出展した。255hp(190kW)を発揮する直4ターボエンジンとマニュアルトランスミッションを搭載し、駆動方式はAWDとなる。このGSの市販化はまだ決定していない。

### 6代目 (2018年 - )
2017年4月からアメリカ、7月には中国で販売が開始された。5ドアセダンの「スポーツバック」に加え、ベースであるインシグニアの「カントリーツアラー」に相当するステーションワゴンの「TOUR X」を設定した。

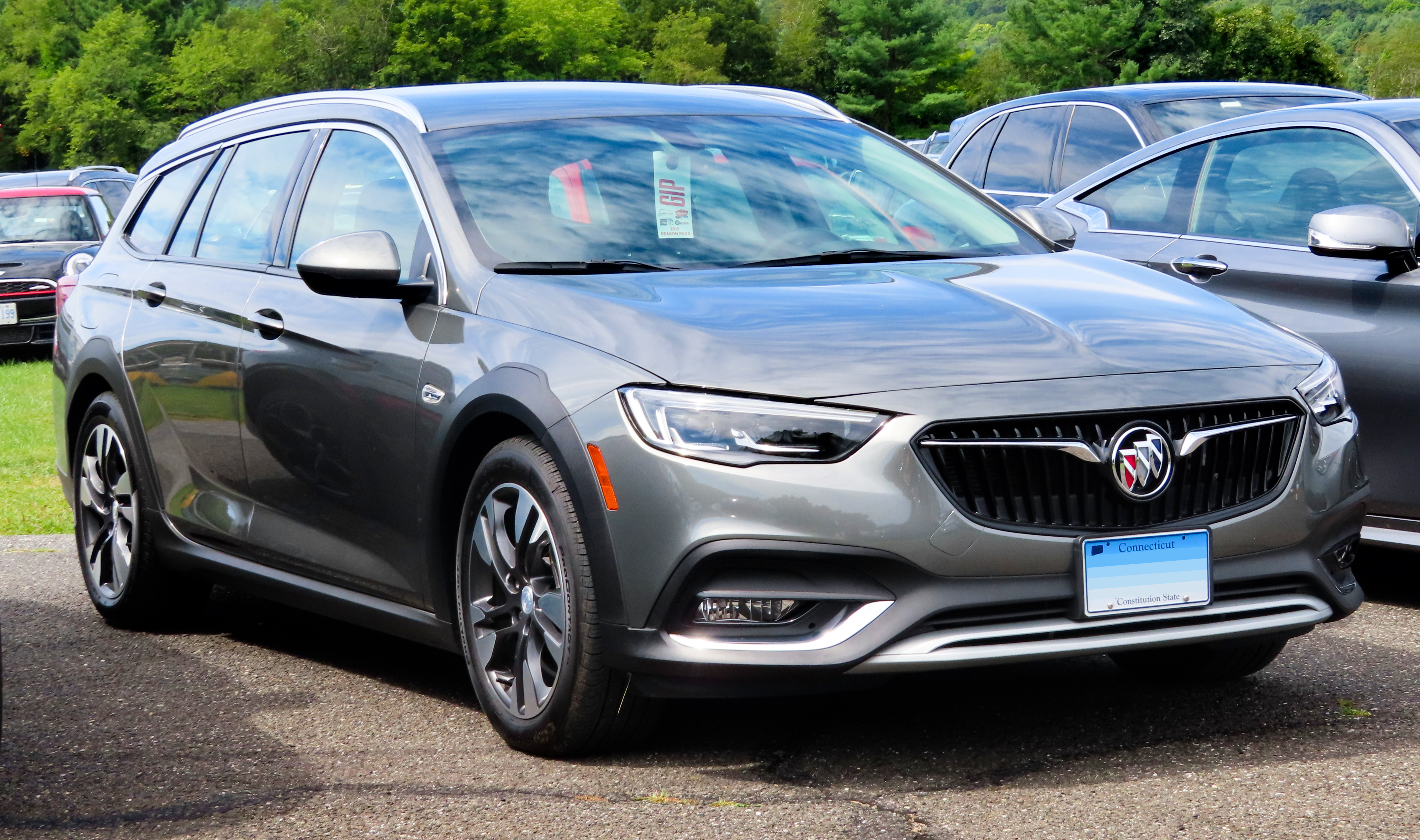
TOUR X フロント

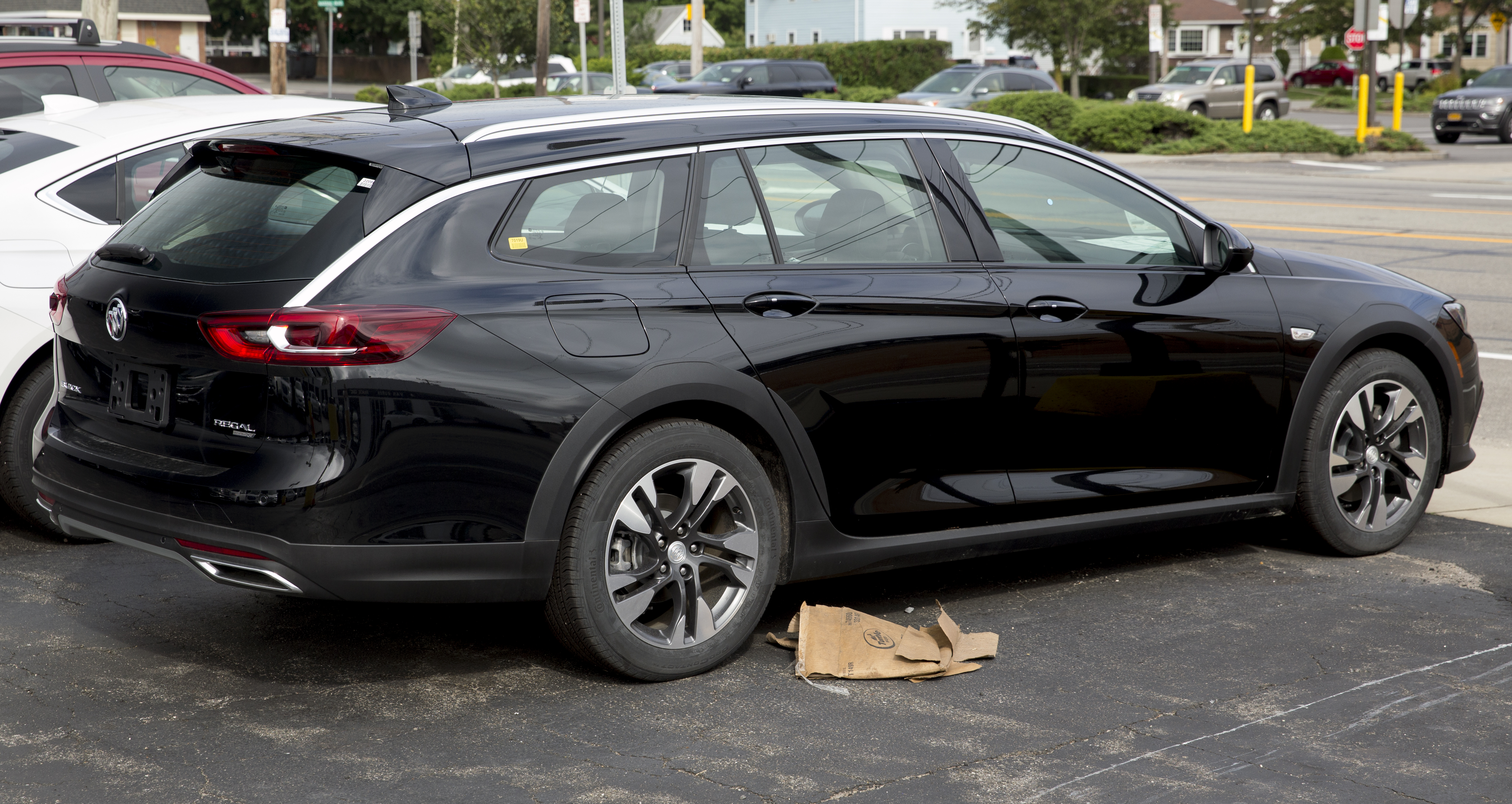
TOUR X リア

GMはビュイックブランドのラインナップをSUVのみとすることを決め、リーガルは2020年モデルをもって生産を終了した。